# Lei Sufen
Lei Sufen (kinesisk: 雷素芬; pinyin: Léi Sùfēn; født 5. juni 1979 i Nanning, Guangxi) er en kvindelig kinesisk håndboldspiller som deltog under Sommer-OL 2004.
I 2004 kom hun på en ottendeplads med de kinesiske hold under Sommer-OL 2004. Hun spillede i fire kampe og scorede ét mål.